# کردستیزی
کردستیزی، یا ضدکردگرایی، یا کردهراسی (Anti-Kurdish sentiment یا anti-Kurdism یا Kurdophobia)، به گرایش خصومت‌آمیز، ترس، عدم تحمل یا نژادپرستی علیه مردم کرد، فرهنگ کردی یا زبان‌های کردی گفته می‌شود. گاه به فردی که چنین موضعی اتخاذ کند، کردهراس (kurdophobe) گفته می‌شود.

## ریشه و تاریخ
اصطلاح کردستیزی، نخستین بار توسط ژرار شالیان برای توصیف احساسات ضد کردی در عراق و ترکیه در نیمهٔ پایانی سدهٔ بیستم به کار گرفته شد.
احساسات ضد کردی نخست در نتیجهٔ ترسی ظهور پیدا کرد که پیرامون آرمان کردی تشکیل دولتی مستقل با نام کردستان -در پاسخ به ایدئولوژی ملی‌گرایی افراطی دولت‌هایی که کردها در آن‌ها می‌زیستند- به وجود آمده بود. در ترکیه هویت کردی به صورت رسمی از سوی دولت با هدف استحالهٔ مردم کرد مورد انکار قرار گرفت. حکومت ترکیه نژادپرستی را نهادینه کرد و دانشگاهیان را اجیر کرد تا تئوری‌هایی غلط در انکار وجود مردمی به نام کرد -مانند تئوری «کورت-کارت kurt-kart» را تدریس کنند. این تئوری اعلام می‌داشت که کردها به‌طور محض ترک هستند و نام آن‌ها از صدای «کورت-کارت» ی گرفته شده که هنگام راه رفتن بر روی برف‌های کوهستان‌های جنوب شرقی ترکیه تولید می‌شود.
احزاب و گروه‌های ملی‌گرای افراطی متعددی در ترکیه موفق شده‌اند علیه احساسات عمومی ضد کردی را در جمهوری ترکیه جبهه‌گیری کنند.
احساسات ضد کردی در جهان عرب در خلال شکل‌گیری جمهوری متحدهٔ عربی افزایش یافت. در آن زمان جمال عبدالناصر سیاست عرب‌سازی جمهوری تازه تأسیس را با سرکوب دگراندیشی سیاسی کردی به اجرا گذاشت. به دنبال سقوط جمهوری متحدهٔ عربی، سوریه به‌طور رسمی با نام جمهوری عربی سوریه بر اساس همان سیاست‌ها اعلام موجودیت کرد.
احساسات ضد کردی همچنین در عراق و ایران که جمعیت قابل توجهی از کردها زندگی می‌کنند نمودار شده‌است. در عراق، ضدکردگرایی خود را در شکل نسل‌کشی و عملیات انفال صدام حسین نشان داد. در ایران مدرن، کردستیزی زمانی به اوج خود رسید که روح‌الله خمینی کردها را «طایفهٔ اجنه» نامید.

## وضعیت کنونی
در سال‌های ۲۰۱۵–۲۰۱۴، کردها در موارد متعددی به صورت شخصی به سبب همبستگی سازمان‌های سیاسی کرد و حکومت اقلیم کردستان با کشورهای غربی هدف تهاجم قرار گرفتند. کردهای عراق و سوریه درگیر جنگ علیه گروه دولت اسلامی عراق و شام هستند. در نتیجهٔ افزایش آگاهی مردم کرد در خلال این درگیری‌ها، کردستیزی نیز افزایش یافته‌است. در انگلستان یک مغازه‌دار کرد از سوی یک کردهراس که آرزوی خود را نسل‌کشی همهٔ مردم کرد عنوان کرد مورد حمله قرار گرفت.
در نوامبر ۲۰۱۴، یک فوتبالیست کرد به نام دنیز ناکی در ترکیه هدف یک حمله قرار گرفت. ناکی که برای یک باشگاه ترک به نام گنچلربیرلیغی اسپور بازی می‌کرد، هنگامی که داشت از مغازه‌ای در آنکارا پایتخت ترکیه غذا می‌خرید، از سوی ناسیونالیست‌های ترک مورد حمله قرار گرفت. این حمله اندکی پس از آن صورت گرفت که ناکی اعلام کرده بود که کرد است و در شبکه‌های اجتماعی از گروه‌های کردی که علیه داعش می‌جنگند پشتیبانی کرده‌بود. شماری از مهاجمان پیش از ضرب و شتم، مصدوم ساختن دست و کبود کردن چشم وی، او را لعنت کرده و «کرد کثیف» خوانده‌بودند. ناکی از آن زمان ترکیه را ترک کرده و به اروپا بازگشت تا فعالیت خود را در فوتبال ادامه بدهد.
در روز ۶ آوریل ۲۰۱۶ هنگامی که حضور نماینده کردها در اجلاس ژنو ۳ وتو شد و حکومت ترکیه و متحدان غربی با دعوت از نماینده‌ای از کردهای سوریه در این اجلاس مخالفت کردند، صالح مسلم رئیس مشترک حزب اتحاد دموکراتیک در گفتگو با خبرگزاری اسپوتنیک روسیه، حزب حاکم عدالت و توسعه ترکیه و رجب طیب اردوغان رئیس‌جمهور این کشور را به اشاعه کردهراسی متهم کرد و گفت: «همه کشورهایی که با شرکت کردن کُردها در مذاکرات مخالفت می‌کنند، با ترکیه منافع مشترک دارند و تحت فشار این کشور قرار گرفته‌اند. کردها دشمن مردم ترکیه نیستند.»
در سال ١٣٩٦ در مشهد یک کتاب آموزش زبان کردی (که دارای مجوز وزارت ارشاد بود)، یک ماه پس از انتشار، توقیف و جمع‌آوری شد  علاوه بر تبعیض زبانی، در سده بیست و بیست و یک پیروان ادیان کردی مانند یارسان، ایزدی و علوی مورد تبعیضات و حملات گسترده قرار گرفته‌اند. از جمله نمودهای این مشکلات به کشتار درسیم در ترکیه، نسل‌کشی یزیدیان و خودسوزی‌های پیروان یارسان در ایران در اعتراض به تبعید اشاره کرد.
امید خلیلی مجری شبکهٔ من و تو در برنامه‌ای با عنوان «شعر یادت نره» در دسامبر ۲۰۱۸ در برخورد با یکی از شرکت‌کنندگان برنامه که کُرد بود، سخنانی توهین‌آمیز بر زبان آورد که سبب واکنش‌هایی علیه وی شد. او با بیان این‌که مدتی در شهر کرمانشاه زندگی کرده، ادعا کرد که «سنندجی‌ها به کرمانشاهی‌ها می‌گویند کردپلاستیکی، همچین کرد درست و حسابی قبولشان ندارند». این اظهارات سبب اعتراض‌هایی علیه وی در شبکه‌های اجتماعی شد.
در ۱۹ آذر ۱۳۹۹ در برنامهٔ «انتهای الوند» که از شبکهٔ دوی تلویزیون دولتی ایران پخش می‌شود، یک خلبان نیروی هوایی که در رابطه با اهمیت بالگرد کبری در سرکوب مخالفان جمهوری اسلامی در کردستان در سال‌های ابتدای انقلاب صحبت می‌کرد، مخالفان حکومت را «اشرار» نامید و مدعی شد که «کُردها» گوشت خلبان‌های کبری را کیلیویی پانصد میلیون تومان می‌خریده‌اند. این اظهارات واکنش‌های وسیعی در میان کُردهای ایران در شبکه‌های اجتماعی داشت.